# Waldmatten
Waldmatten ist ein Naturschutzgebiet auf dem Gebiet der Gemeinde Schwanau im baden-württembergischen Ortenaukreis. Es wurde am 15. Mai 1985 vom Regierungspräsidium Freiburg durch Verordnung ausgewiesen.

## Lage und Beschreibung
Das 58,8 ha große Schutzgebiet liegt etwa 1,5 km südöstlich des Ortsteils Nonnenweier und ebenso weit nordöstlich von Wittenweier. Durch das Gebiet verläuft die Kreisstraße K 5342 und an seinem südwestlichen Rand die K 5368. Westlich verläuft die Landesstraße L 104 und fließen die Elz und der Rhein, östlich verläuft die A 5.
Es gehört zum Naturraum Offenburger Rheinebene und ist Bestandteil des FFH-Gebiets Untere Schutter und Unditz.
Das Naturschutzgebiet umfasst großflächige Feucht- und Nassgrünlandflächen und andere Feuchtbiotope, wie Röhrichte, Feuchtgebüsche, Seggenriede, Gräben, den nördlichen Uferbereich des Baggersees Schwanau-Nonnenweier mit entsprechender Ufer- und Submersvegetation sowie einige Flachland-Mähwiesen.

## Schutzzweck
„Schutzzweck ist die Erhaltung der »Waldmatten« als Lebensraum seltener und z. Teil vom Aussterben bedrohter Tier - und Pflanzenarten, insbesondere des Großen Brachvogels und der Bekassine.“